# Даблинија
Даблинија је историјски музеј у Дублину (Република Ирска), који се фокусира на викиншку и средњовековну историју града. Даблинија је смештена у делу катедрале Христа. 
У Даблинији се често приказују историјске рекреације догађаја, са глумцима који играју улоге викинга и средњовековних Даблинаца (у пуној ношњи) и који подстичу посетиоце да им се придруже. У музеју се налазиле зграде, куће и улице из викиншког и средњовековног доба.
Изложба је отворена 1993. године  а обновљена је 2010. године у шта је уложено око 2 милиона евра. Музеј привлачи преко 125.000 посетилаца годишње.